# A.S. Roma
A.S. Roma je italijanski nogometni klub iz Rima. Klub je bil ustanovljen 22. julija 1927, rezultat združenja štirih rimskih nogometnih klubov (Alba-Audace, Fortitudo, Pro Roma in Roman). Z združenjem so želeli ustvariti klub, ki bi bil konkurenten mestnemu rivalu Laziu in za tisti čas, mnogim močnejšim klubom iz italijanskega severa. Njihov domači stadion je Stadio Olimpico.